# فردریک گیلارد
فردریک گیلارد (انگلیسی: Frédéric Gaillard؛ زادهٔ ۲۰ ژانویهٔ ۱۹۸۹) بازیکن فوتبال اهل فرانسه است.
از باشگاه‌هایی که در آن بازی کرده‌است می‌توان به باشگاه فوتبال لانس اشاره کرد.